# Beaulieu-les-Fontaines

Beaulieu-les-Fontaines este o comună în departamentul Oise, Franța. În 1 ianuarie 2022 avea o populație de 571 de locuitori.